# Francis Boespflug
Francis Boespflug (Strasbourg, 1948. szeptember 1. – Párizs, 2018. november 6.) francia filmproducer.

## Filmjei
- Fütyül a halálra (S'en fout la mort) (1990)
- Veraz (1991, associate producer)
- Bohémélet (La vie de bohème) (1992, executive producer)
- A festőnő szerelmei (Carrington) (1995, executive producer)
- La classe de neige (1998, associate producer)
- Hosszú jegyesség (Un long dimanche de fiançailles) (2004, associate producer)
- Legkedvesebb rémálmom (Mon pire cauchemar) (2011, co-producer)
- Camille (2012, associate producer)
- Adoration (2013, co-producer)
- Tökéletes szerelmi bűntény (L'amour est un crime parfait) (2013)
- T.S. Spivet különös utazása (The Young and Prodigious T.S. Spivet) (2013, executive producer)
- Le beau monde (2014)
- Gemma Bovery (2014, co-producer)
- The Cut (2014, co-producer)
- Floride (2015, associate producer)
- Vingt et une nuits avec Pattie (2015, producer)
- Szex, mámor, rock'n'roll (Belgica) (2016, co-producer)
- Return to Montauk (2017, co-producer)
- Djam (2017, co-producer)
- Demain et tous les autres jours (2017, associate producer)
- Le poulain (2018)